# Hillary B. Smith
Hillary Bailey Smith (nascida em 25 de maio de 1957) é uma atriz estadunidense, mais conhecida por seus papéis em As the World Turns e One Life to Live.

## Vida e carreira
Smith nasceu como Hillary Bailey em Boston, no estado de Massachusetts. Casou-se em 1983 com Philip Webster Smith III, que conheceu aos 14 anos. Eles têm dois filhos, uma filha, Courtney e um filho, Philip.
Smith é mais conhecida por seus papéis em soap operas. Ela fez sua estreia em 1982, como Kit McCormick em The Doctors e um ano depois, assumindo o papel de Margo Hughes em As the World Turns, papel que desempenhou de 1983 a 1990.
Depois de tirar a licença-maternidade após o nascimento de seu filho em 1988, Smith voltou à televisão, dando origem ao papel da promotora distrital de Llanview, Nora Hanen Buchanan, na novela One Life to Live da ABC. Personagem que ela interpretou de 1992 até o cancelamento da série em 2012. Mais tarde, voltou a aparecer no especial de curta duração do programa no The Online Network em 2013. Smith ganhou o Daytime Emmy Award de melhor atriz principal em 1994, por sua atuação em One Life to Live. De 1994 a 1995, também estrelou como protagonista na sitcom Something Wilder na NBC.
Smith apareceu e produziu websérie Venice: The Series. Como produtora, em 2014 ganhou o Daytime Emmy Award. Em 2014, foi a supervisora de produção de Beacon Hill, e foi nomeada para um Daytime Emmy em 2015 de melhor série dramática inovadora.  No final de janeiro de 2017, foi relatado pela Soap Opera Digest e Deadline Hollywood que Smith irá reprisar seu personagem de One Life to Live em General Hospital.

## Filmografia

### Cinema
| Ano  | Título               | Papel         | Nota(s) |
| ---- | -------------------- | ------------- | ------- |
| 1984 | Purple Hearts        | Jill          |         |
| 1992 | Love Potion No. 9    | Sally         |         |
| 1997 | Lifebreath           | Edie Weinreb  |         |
| 2002 | Maid in Manhattan    | Mrs. Lefferts |         |
| 2004 | Palindromes          | Robin Wallace |         |
| 2017 | A Million Happy Nows | Val           |         |

### Televisão
| Ano        | Título                            | Papel                   | Nota(s)             |
| ---------- | --------------------------------- | ----------------------- | ------------------- |
| 1981       | Nurse                             | Tina                    | "Best Friends"      |
| 1982       | No Soap, Radio                    | Karen                   |                     |
| 1982       | The Doctors                       | Kit McCormac            | "1.5280"            |
| 1983       | Baby Makes Five                   | Susan                   | "Jennie Gets a Job" |
| 1983       | Too Close for Comfort             | Donna Stewart           | "Family Business"   |
| 1983–1989  | As the World Turns                | Margo Hughes            | Recorrente          |
| 1988       | Sharing Richard                   | Roz                     | Telefilme           |
| 1991       | Acting Sheriff                    | Asst. D.A. Donna Singer | piloto              |
| 1992       | Driving Miss Daisy                | Florine Werthan         | Telefilme           |
| 1992–2013  | One Life to Live                  | Nora Buchanan           | Main role           |
| 1994–95    | Something Wilder                  | Annie Bergman           |                     |
| 2005       | Law & Order: Special Victims Unit | Mrs. Stanton            | "Identity"          |
| 2009–2016  | Venice: The Series                | Guya                    |                     |
| 2011–2013  | Fumbling Thru the Pieces          | Ellie Daniels           | websérie            |
| 2012       | The Bold and the Beautiful        | Dr. Stacy Barton        | Convidada           |
| 2017, 2019 | General Hospital                  | Nora Buchanan           | Convidada           |